# Banco Real
Banco Real is een Braziliaanse bank die sinds 1998 eigendom is van de Nederlandse ABN AMRO Bank, en sinds 2007 behoort tot het Banco Santander-deel daarvan.

## Oprichting
De Banco Real werd in 1925 in Belo Horizonte door de advocaat Clemente de Faria opgericht onder de naam. Banco da Lavoura de Minas Gerais. Het was een coöperatieve bank die tot doel had boeren in Minas Gerais kredieten te verstrekken en in de gelegenheid te stellen (kleine) investeringen te doen. De coöperatie groeide door een brede participatie onder de boerenbevolking  in enkele jaren uit tot een financieel instituut dat kortweg met Banco da Lavoura werd aangeduid. Het succes was mede gelegen in de voor die tijd grote financiële innovaties waarmee zij zich van andere banken onderscheidde (verschillende vormen van persoonlijke leningen en betaal- en spaarrekeningen).

## Groei
De sterke groei leidde ertoe dat de Banco da Lavoura in 1928 een naamloos vennootschap (N.V.) werd. Zij was financieel solide genoeg om het daaropvolgend jaar de financiële crisis te overleven (Beurscrash van 1929), die echter wel een tot zeer grote economische instabiliteit in Brazilië tot gevolg had en leidde tot een revolutie in 1930. De Banco da Lavoura zette onverminderd haar expansie voort en opende in de stad Queluz haar eerste vestiging. In de daaropvolgende jaren werden steeds meer filialen geopend en diverse overnames gedaan. Zo werd in 1934 de Banco Comercial de Bom Sucesso gekocht. Twee jaar later werd in Rio de Janeiro het eerste filiaal buiten de staat Minas Gerais geopend. In 1937 nam de Banco da Lavoura met 25 filialen en 14 kantoorgebouwen de 25ste plaats in op de ranglijst van financiële instellingen in Brazilië.
Het beleid van gestage groei door overnames en het openen van steeds meer vestigingen werd in de jaren 40 voortgezet. In 1945 vestigde de Banco da Lavoura zich in São Paulo, het financiële hart van Brazilië. In 1948 zocht zij uitbreiding in het noordoosten van Brazilië met filialen in Recife en Salvador. In datzelfde jaar overleed de oprichter van de bank Clemente da Faria op 57-jarige leeftijd en werd opgevolgd door zijn zoon Alovisio die toen nog slechts 28 jaar oud was.
In 1948 werkte de bank aan een nog bredere dekking binnen Brazilië en werd zij uiteindelijk met een 180-tal vestigingen de grootste privébank van het land. Met Brazilië stevig in handen werd in 1957 met een kantoor in New York de eerste stap op buitenlandse bodem gewaagd. In 1964 verwierf zij in de stad een volledige bancaire status. In de periode van 1958 tot 1966 nam de Banco da Lavoura geleidelijk aan de Banco Vera Cruz over met in totaal 346 vestigingen en werd de Banco Real de Investimentos S.A. opgericht.
Op 1 maart 1971 verhuisde het hoofdkantoor van Belo Horizonte naar São Paulo en nam de bank de naam aan waaronder zij nochtans geregistreerd staat: Banco Real S.A. In 1975, 50 jaar na oprichting, telde de Banco Real in totaal 512 vestigingen in Brazilië, alsmede 12 dochterondernemingen waaronder de grootste investeringsmaatschappij van het land, Companhia Real de Investimentos. Zij bezat tevens 10 buitenlandse vestigingen in Bogota, Panama, Grand Cayman, Nassau, Curaçao, Los Angeles, New York, Toronto en Mexico-Stad.
Begin 1998 gingen de Banco Real S.A. en de Banco ABN AMRO S.A. (de naam van de Braziliaanse vestiging van de Nederlandse bank die in 1917 als Banco Holandés da America do Sul was opgericht) een strategische alliantie aan. Eind 1998 vond een uiteindelijke fusie van de beide banken plaats. Er ontstond een van de grootste spelers in de Zuid-Amerikaanse financiële markt die sindsdien al enige (kleine en grote) overnames heeft gedaan.

## Trivia
De beslissende besprekingen over de overname van Banco Real door ABN AMRO hebben plaatsgehad tijdens de wedstrijd Nederland-Brazilië bij het Wereldkampioenschap voetbal 1998.